# 伊達正宗
もしかして
- 伊達政宗

ではありませんか？